# Reparata
Santa Reparata (em italiano:  Santa Reparata, em francês:  Sainte Réparate) foi uma virgem católica e mártir do século III d.C., de Cesaréia, província romana da Palestina. Fontes registram sua idade como sendo de 11 a 20 anos, embora a Catedral de Sainte-Réparate em Nice forneça 15 anos. Ela foi presa por sua fé e torturada durante a perseguição ao imperador romano Décio.

## História
Seus perseguidores tentaram queimá-la viva, mas ela foi salva por uma pancada de chuva. Ela foi então obrigada a beber piche fervente. Quando ela se recusou a apostatar novamente, ela foi decapitada. Sua lenda afirma que, imediatamente após morrer, uma pomba apareceu para simbolizar a partida de seu espírito para o céu. Elaborações posteriores de sua lenda afirmam que seu corpo foi colocado em um barco e levado pelo sopro dos anjos para a baía atualmente denominada "Baie des Anges" em Nice. Uma história semelhante está associada às lendas de Santa Restituta; Santa Devota, padroeira do Mônaco e da Córsega; e São Torpes.
Provas de seu culto não existem antes do século IX, quando seu nome apareceu no martirológio de São Beda. Eusébio de Cesaréia, que registrou os martírios ocorridos na Terra Santa.
Seu culto se espalhou pela Europa durante a Idade Média, como evidenciado pelos múltiplos Passiones em várias partes do continente, especialmente na Itália, onde seu culto era especialmente popular, especificamente em Florença, Atri, Nápoles e Chieti. Numerosos pintores a retrataram, incluindo Fra Bartolomeo, Arnolfo di Cambio, Andrea Pisano, Domenico Passignano e Bernardo Daddi.
Ela permaneceu como principal patrona de Florença até a Alta Idade Média; Anna Jameson escreve que por volta de 1298 ela parece ter sido deposta de sua dignidade como única padroeira; a cidade foi colocada sob a tutela imediata da Virgem e de São João Batista". 
Ela é a padroeira de Nice e uma co-padroeira de Florença (com São Zenóbio). A antiga Catedral de Santa Reparata em Florença foi dedicada em sua homenagem.
Florença celebra sua festa anualmente em 8 de outubro, em comemoração à sua libertação dos ostrogodos liderados por Radagaiso em 406 d.C., que atribui à sua intercessão.